# بوميس
بوميس هي شركة تجارية إلكترونية تأسست في عام 1996 عملها الأساسي كان الإعلانات على بوابة البحث Bomis.com وأيضا بيع صور جنسية عبر الإنترنت، المالك الرئيسي لها جيمي ويلز مع شراكة تيم شيل وسايلنت بارتنر.
عرفت بوميس كمؤسس لنيوبيديا وتعيين لاري سانجر كرئيس تحرير لها، بعد فشل نيوبيديا ونجاح ويكيبيديا ظلَّت بوميس تقدم مزود ويب للموقعين ومالكة لأسماء النطاق الموقع حتى ازدياد التكاليف وسياسة منع الإعلانات التجارية ونحوها أوقفت بوميس الدعم وتولت مؤسسة ويكيميديا التي تأسست كمنظمة غير ربحية أسسها ويلز لدعم مشروع ويكيبيديا، لاري سانجر استقال بعد توقف الدعم من بوميس وأكمل ويلز المشروع مع المتطوعين في مشروع ويكيبيديا.

## انظر ايضاً
- تاريخ ويكيبيديا